# Oktan

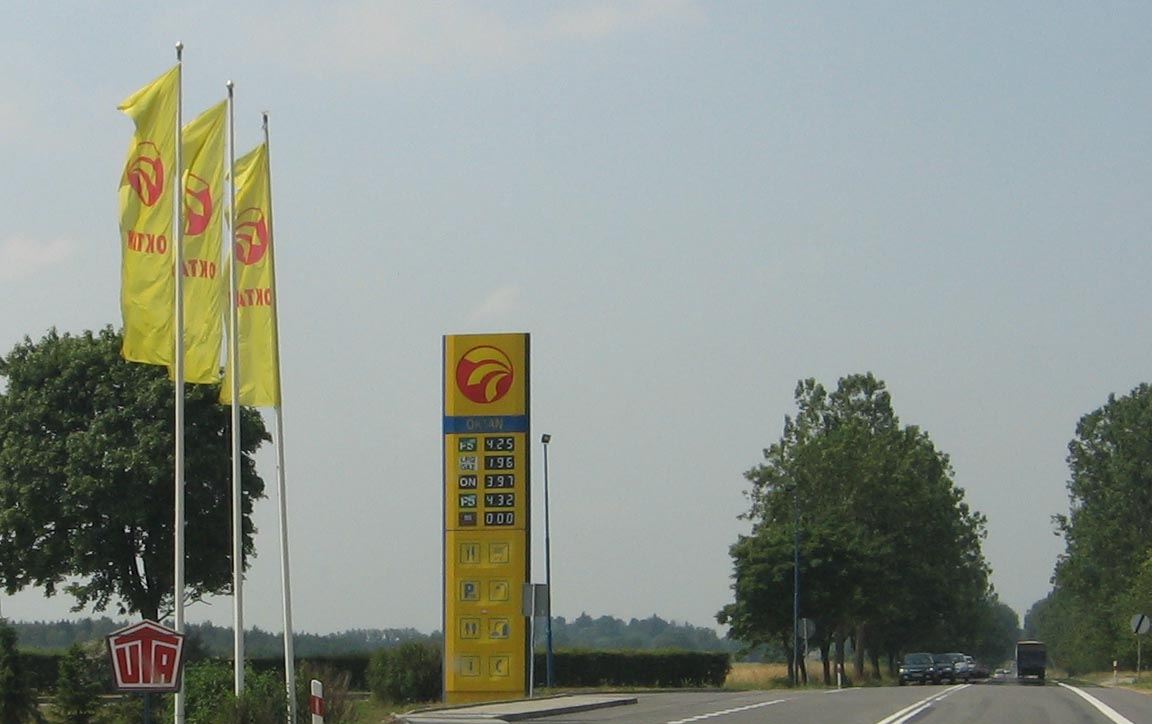
Oktan benzinestation

Oktan is een Poolse onderneming met een tankstationketen. Oktan Energy & V/L Service Sp. z o.o. werd opgericht in 1997. 